# République populaire roumaine
30 décembre 1947 – 28 juin 1965
(17 ans, 5 mois et 29 jours)
Entités précédentes :
- Royaume de Roumanie

Entités suivantes :
- Union soviétique (dans l'île des Serpents et quelques autres, 1948)
- République socialiste de Roumanie (1965-1989)

La République populaire roumaine est la deuxième forme constitutionnelle, du 30 décembre 1947 au 28 juin 1965, du régime communiste de Roumanie dirigé par le Parti communiste roumain (du 6 mars 1945 au 22 décembre 1989). Ce régime a connu trois phases :
1. Entre le 6 mars 1945 et le 30 décembre 1947, les 34 derniers mois du Royaume de Roumanie (occupé par l'Union soviétique depuis le 12 septembre 1944) ;
2. La République populaire roumaine (Republica Populară Romînă ou RPR) détaillée dans cet article ;
3. La république socialiste de Roumanie (Republica Socialistă România ou RSR) du 28 juin 1965 au 22 décembre 1989.

Durant cette période le pays connait un régime dictatorial d'inspiration marxiste-léniniste, caractérisé par,, :
- sur le plan politique, la position constitutionnelle de jure du Parti communiste roumain comme « parti unique et organe dirigeant de l’état », interdisant de facto la constitution d’associations, syndicats ou autres structures sociales indépendantes du pouvoir, et imposant un courant de l’autorité et de légitimité » (souveraineté), allant du sommet (le Comité Central) vers la base (les autres structures du parti, les citoyens)… ;
- sur le plan logistique, la présence massive de la police politique « Securitate » dans la société, active par la censure, l’écoute aléatoire et sans aucun contrôle juridique des conversations téléphoniques, l’ouverture du courrier, le quadrillage territorial, institutionnel et professionnel systématique du pays, la pratique courante d’arrestations arbitraires, de tortures en cours d’interrogatoire et d’internement psychiatrique et de déportation des citoyens arrêtés, avec ou sans « jugement », dans les réseaux de camps de travail forcé de la steppe du Bărăgan ou du canal Danube-Mer Noire… ;
- sur le plan économique, une stricte planification d’état, ne touchant pas seulement les orientations macro-économiques et au commerce international, mais aussi tous les aspects de la production, de la distribution et de la consommation, au mépris des ressources disponibles, des possibilités techniques, de l'environnement et des besoins de la population, interdisant toute forme d’autogestion et induisant des inégalités entre la bureaucratie du Parti et de l'État qui disposait d’un niveau de vie élevé, et le reste de la population confronté à une pénurie permanente d’énergie, de denrées, de produits finis et de services (ce qui encourageait le développement d’une économie informelle, mais spéculative)… ;
- sur le plan social, un strict contrôle des activités culturelles, des médias et des droits des citoyens roumains à l’opinion, à l’expression et au déplacement (nécessitant des autorisations et divers visas préalables pour changer d’emploi, de domicile, de résidence à l'intérieur du pays, et encore plus pour voyager hors du pays, et surtout dans les pays non-communistes).

Le régime communiste de Roumanie a été mis en place par le coup d'État du Parti communiste roumain soutenu par l'Armée rouge le 6 mars 1945 ; la République a été créée le 30 décembre 1947 lors de l'abolition du royaume de Roumanie et de l'abdication du roi Michel. Le régime s'effondra à la chute du bloc de l'Est, lorsque le coup d'État de décembre 1989 mit un terme à la dictature communiste et aux fonctions du président Nicolae Ceaușescu, mais la forme d'État républicaine fut conservée.

## Instauration

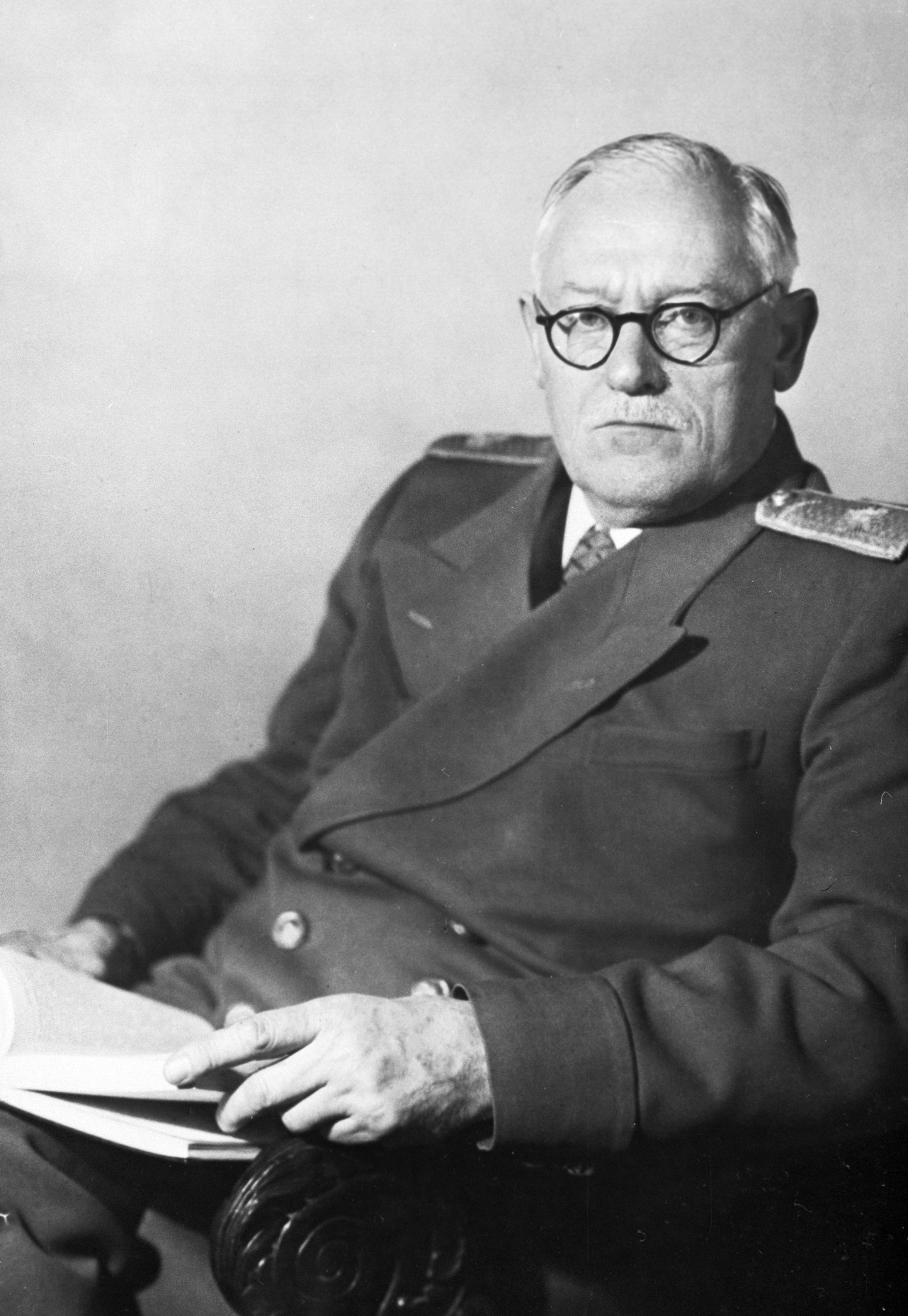
Andreï Vychinski, qui a obtenu l'abdication du roi Michel.

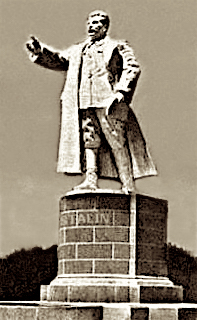
La statue de Staline à Bucarest a duré onze ans (1951-1962) et était surnommée Davaï tchas (« file ta montre ») par l'humour populaire, en référence aux mœurs des soldats de l'Armée rouge durant l'occupation de la Roumanie par l'Union soviétique et à la direction de son bras tendu vers la grande horloge publique de l'autre côté de la place.

Le 12 septembre 1944, les Soviétiques occupent la Roumanie, largement traitée en pays conquis, bien qu'elle ait rejoint les Alliés le 23 août 1944 en déclarant la guerre à l'Allemagne nazie. Au sein du gouvernement de coalition, les communistes Lucreţiu Pătrăşcanu et Teohari Georgescu (ro) obtiennent respectivement les ministères de la Justice et des Affaires intérieures. Ils commencent l'épuration des cadres non-communistes de l'armée et de l'administration, faisant également condamner plusieurs centaines de membres de l'élite économique du pays par des tribunaux populaires. Une entreprise de confiscation des biens des entrepreneurs est mise en place, les juges étant flanqués d'« assesseurs populaires » désignés par le Parti communiste. Des membres de minorités allemandes de Roumanie sont déportés à partir de février 1945. Le 6 mars 1945, le gouvernement de Nicolae Rădescu est contraint à la démission. Conforté par la présence de l'Armée rouge qui occupe la plupart des administrations, des casernes et des usines, Andreï Vychinski, représentant de l'URSS en Roumanie, impose un gouvernement dirigé par Petru Groza.
Les autres partis politiques sont représentés, mais le Parti communiste roumain détient les ministères les plus importants. Des épurations ont lieu au sein des services de police et de gendarmerie. Dès le 23 mars, une réforme agraire réduit les propriétés agricoles à un maximum de cinquante hectares. À l'été 1945, plus de 10 000 arrestations de personnalités accusées d'être « fascistes » ou d'avoir été membres de la Garde de fer ont eu lieu, avec plus de 3 000 internements dans des camps. L'administration est épurée pour laisser la place à des cadres proches du Front national démocratique, la coalition procommuniste au pouvoir. Le 19 novembre 1946, des élections organisées à la demande des occidentaux sont massivement falsifiées et caractérisées par de larges irrégularités, l'intimidation, la fraude électorale ainsi que des assassinats ciblés,,,. Le  Parti national paysan et le Parti national libéral se feront voler leur victoire : sur pression de Joseph Staline, le Parti communiste roumain est déclaré majoritaire.
Dès février 1947, le rythme des arrestations s'accélère, pour intimider tant l'opposition politique que l'opinion. Les communistes s'emploient ainsi à laminer les autres partis : le Parti national paysan et le Parti national libéral sont dissous, le premier en juillet et le second en novembre; leurs chefs respectifs, Iuliu Maniu et Dinu Brătianu, sont emprisonnés. Le 30 décembre 1947, le roi Michel Ier est contraint d'abdiquer sous pression de Vichinsky. La République populaire roumaine est aussitôt proclamée, la nouvelle constitution venant la formaliser dans les textes, le 13 avril 1948.

## Épuration

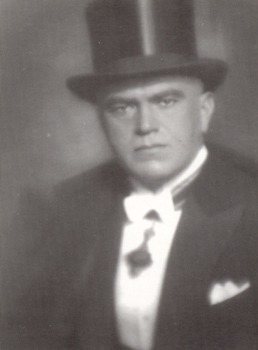
Petru Groza.
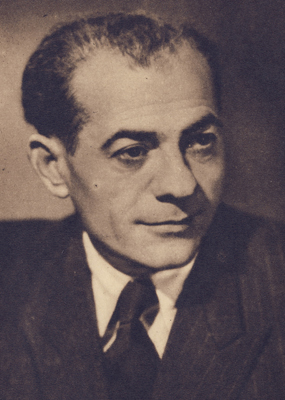
Iosif Kichinevski.
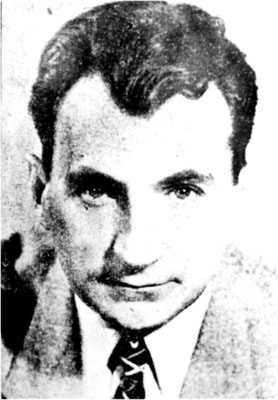
Lucrețiu Pătrășcanu.
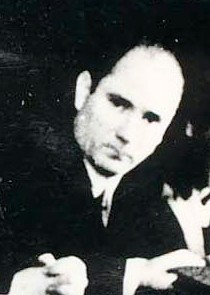
Teohari Georgescu.
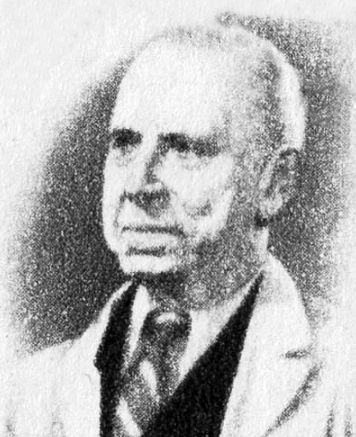
Constantin Ion Parhon.
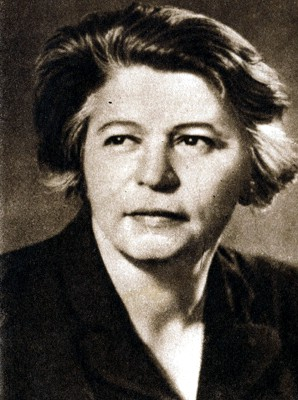
Ana Pauker.
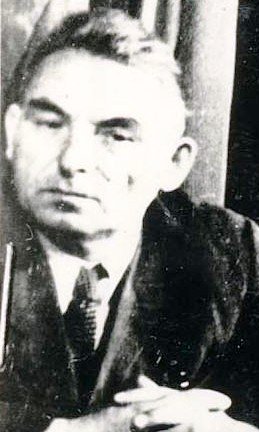
Vasile Luca.

Constantin Ion Parhon est le chef de l'État, avec le titre de président du présidium de la Grande Assemblée nationale, tandis que Petru Groza demeure chef du gouvernement. Le Premier secrétaire du Parti communiste roumain est Gheorghe Gheorghiu-Dej, mais le parti est dirigé dans les faits par un secrétariat collectif de quatre personnes, comprenant le Premier secrétaire, Teohari Georgescu (ro) (toujours ministre des affaires intérieures dans le gouvernement Groza), Vasile Luca (ministre des finances) et Ana Pauker (ministre des affaires étrangères), ces trois derniers étant considérés comme une « troïka » ayant, dans les faits, le principal poids politique.
Les arrestations continuent, pour intimider tant l'opposition politique que l'opinion, avec des accusations désormais plus diversifiées: « exploiteurs » (toute personne en ayant employé d'autres), « bourgeois cosmopolites » (phanariotes, francs-maçons, juifs non-communistes, syndicalistes, intellectuels ou artistes trop indépendants…), « profiteurs » (commerçants et négociants, professions libérales…), « laquais des exploiteurs » (forces de l'ordre, appareil judiciaire, enseignants, clergé). Le nombre exact de détenus politiques demeure sujet à caution, mais certains auteurs ont avancé le chiffre de 600 000 prisonniers pour la période 1948-1964, auxquels s'ajoutent environ 500 000 prisonniers de guerre des Soviétiques. Le 11 juin 1948, le décret-loi no 119 impose la nationalisation des banques et des principales entreprises. Le 30 août 1948, avec l'aide du KGB, le régime crée officiellement sa police secrète, le Département de la Sécurité de l'État, ou Securitate. En 1949 est mis en place un système de travail forcé, visant à « rééduquer par le travail les éléments hostiles à la République populaire roumaine » : les colonies de travail compteront plusieurs milliers d'« ouvriers volontaires ». Le système de l'« internement administratif » des prisonniers politiques - soit l'arrestation sans mandat, et la détention sans jugement - est largement utilisé. Des programmes de « rééducation » sont mis en place dans des prisons roumaines, dont la plus célèbre est la prison de Pitești. La torture et le lavage de cerveaux y sont pratiqués à grande échelle.
Le régime communiste doit cependant affronter dans ses premières années un phénomène de résistance armée, des partisans s'étant organisés dès 1945 dans les Carpates. Sans grands moyens ni idéologie commune, des petits groupes de résistants anti-communistes demeurent actifs dans les campagnes et les montagnes jusqu'au début des années 1960.

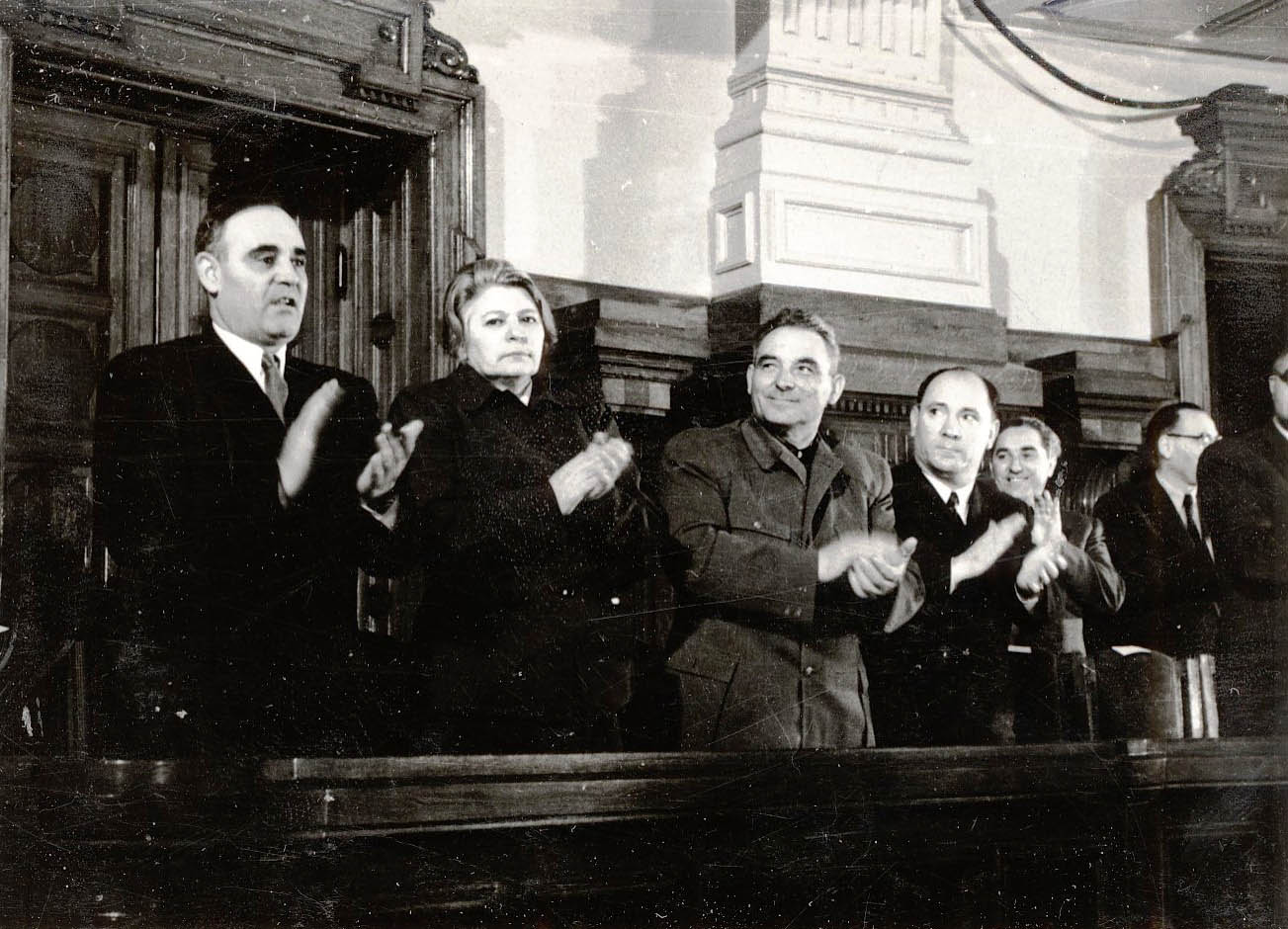
Gheorghe Gheorghiu-Dej, Ana Pauker, Vasile Luca, Teohari Georgescu et Walter Roman en 1951.

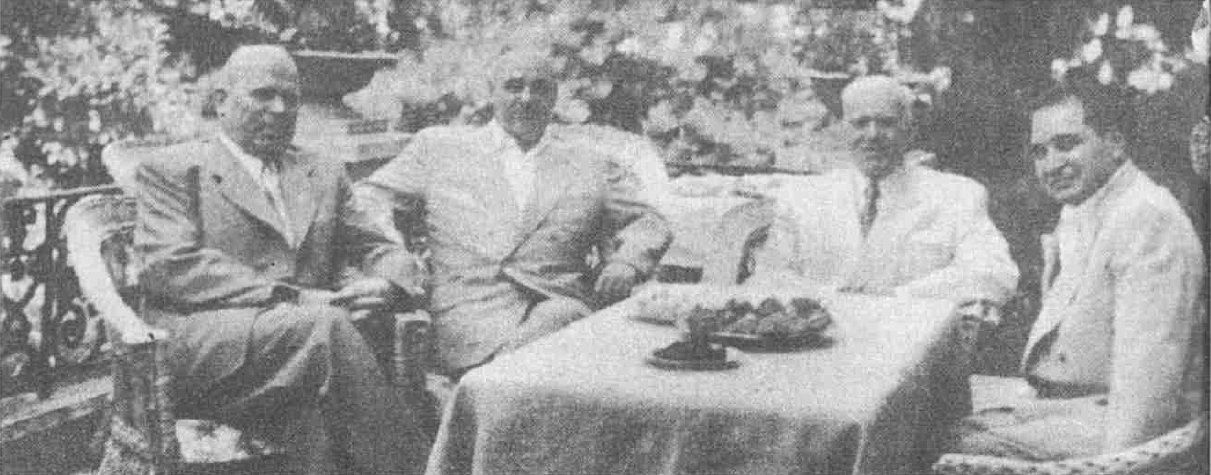
Chivu Stoica, Gheorghe Gheorghiu-Dej, Petru Groza et Gheorghe Apostol en 1957

Un système de déportation et d'assignations à résidences d'« indésirables » est mis en place par le décret 83 du 2 mars 1949, visant tout d'abord les familles de propriétaires terriens ou immobiliers dont les biens avaient été nationalisés. Le système est ensuite étendu à toute personne accusée d'avoir, par ses actions, nui à la « construction du socialisme ». Des déplacements de population ont lieu en 1951-1952, sur décision des autorités, pour peupler les steppes et marais du sud-est du pays, soumises à la sécheresse et aux inondations ; en revanche tout déménagement individuel et tout changement d'emploi sont interdits sans autorisation de la Milice locale et de l'entreprise employeuse (toutes d'état), établissant ainsi un état d'assignation à résidence pour l'ensemble de la population. Les maisons d'édition et les imprimeries sont nationalisées et une politique de censure mise en place, aboutissant à la mise sous tutelle du monde intellectuel.
Le gouvernement s'emploie aussi à mettre au pas les églises de Roumanie, nationalisant les propriétés ecclésiastiques et soumettant à un contrôle rigoureux les activités du clergé et l'enseignement des séminaires. Le 1er décembre 1948, le Décret 358 met hors la loi l’Église grecque-catholique roumaine dont les biens sont confisqués et attribués à l'Église orthodoxe ou à l'État communiste roumain. Tous ses évêques, ainsi que les prêtres qui avaient refusé le passage à l'orthodoxie furent emprisonnés. Les fidèles de cette Église catholique roumaine unie à Rome qui ont refusé de passer à l'Église orthodoxe roumaine ont subi des persécutions, beaucoup ont été incarcérés. Nul prêtre ou moine ne peut accéder à des responsabilités ecclésiastiques, s'il n'est d'abord agréé par la Securitate : un dicton populaire dit même « -Si tu veux dénoncer quelqu'un sans te dévoiler comme délateur, va te confesser ».

La réforme agraire est poursuivie, les parcelles agraires faisant l'objet d'une mesure d'expropriation, dans un premier temps au bénéfice des paysans. Mais, le 5 mars 1949, la « transformation socialistes de l'agriculture » est décrétée, se traduisant dans les mois suivants par la création de fermes collectives sur le modèle des kolkhozes soviétiques. Une politique de collectivisation de l'agriculture est mise en place à marche forcée, les paysans se voyant embrigadés de force dans les fermes collectives, sous la surveillance de la Securitate. Des révoltes éclatent dans la plupart des départements du pays, et font l'objet de répressions brutales. Les travailleurs des fermes collectives sont transformés en employés de l'État, tandis que les exploitations sont gérés par des fonctionnaires politisés : les rendements, de plus en plus faibles du fait de la mauvaise gestion, se traduisent par des phénomènes de pénurie.

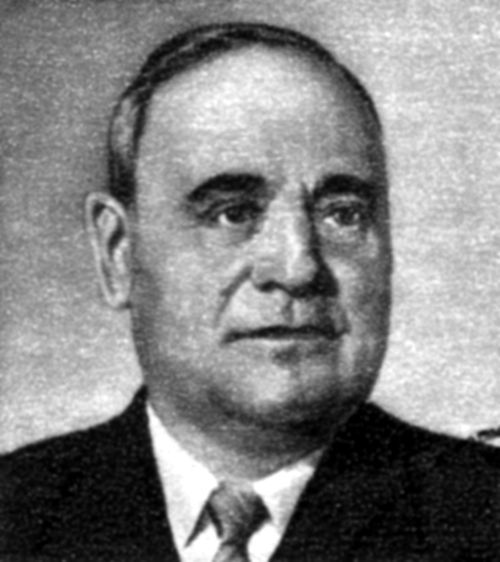
Gheorghe Gheorghiu-Dej.

Même l'appareil communiste est soumis aux purges : en avril 1948, le ministre de la justice Lucreţiu Pătrăşcanu est arrêté. Il est jugé, condamné à mort et exécuté en 1954. En 1952, Gheorghe Gheorghiu-Dej affermit son pouvoir personnel en faisant destituer Teohari Georgescu (ro), Vasile Luca et Ana Pauker, après avoir obtenu l'aval de Staline. Le soutien de Lavrenti Beria leur évite cependant d'être exécutés. Des arguments à la tonalité antisémite sont utilisés pour obtenir l'élimination politique d'Ana Pauker qui, d'origine juive, est accusée de « cosmopolitisme ». La même année, Gheorghiu-Dej prend lui-même la tête du gouvernement, et la conserve jusqu'en 1955.
Dans les années 1950, les efforts de Gheorghiu-Dej tendent à parvenir à une plus grande autonomie nationale pour la Roumanie, et à s'affranchir progressivement de la tutelle soviétique, tout en freinant les effets de la déstalinisation impulsée par Nikita Khrouchtchev; le discours officiel roumain tend à affirmer que la déstalinisation du régime a déjà eu lieu, avec la purge des adversaires de Gheorghiu-Dej. En 1954, une partie des prisonniers politiques sont libérés, mais de nouvelles vagues de répression ont lieu à partir de 1958, notamment contre les milieux intellectuels. La campagne de purges et d'intimidations prend fin vers 1961, le régime tentant ensuite de se rapprocher des milieux intellectuels pour consolider sa base. Après l'insurrection de Budapest, la Roumanie communiste collabore étroitement avec le régime de János Kádár en république populaire de Hongrie, assurant un temps la détention d'Imre Nagy.

## Consolidation

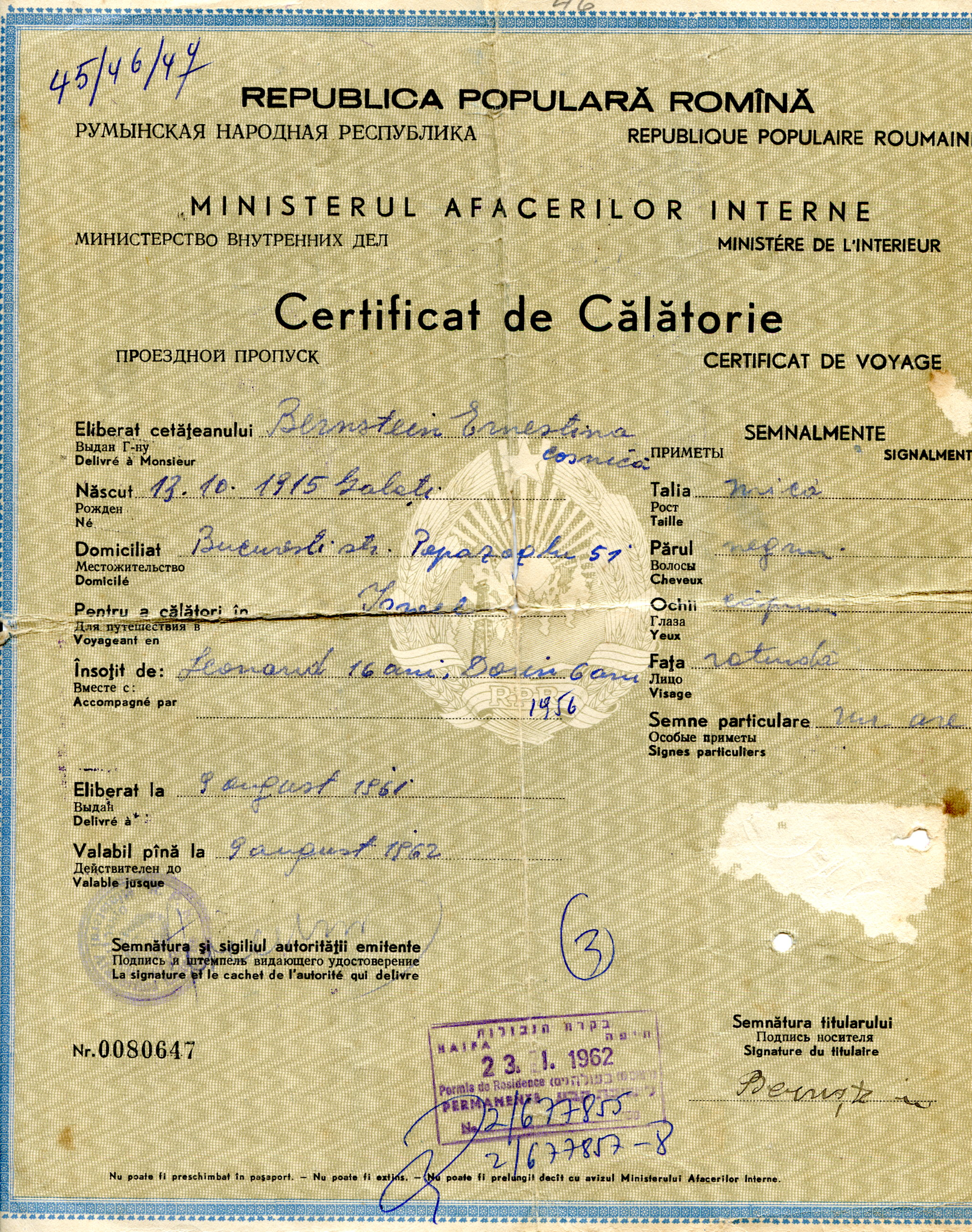
En 1961, les « certificats de voyage » de l'État communiste roumain, autorisations très difficiles à obtenir et sans lesquelles il était impossible de sortir du pays, étaient trilingues roumain-russe-français.

La Roumanie reste, tout au long de la durée du régime communiste, membre du Pacte de Varsovie et du Comecon, dont les dirigeants roumains ne manquent aucun sommet. Toutefois, dans ce cadre, ils tentent d'élargir leur marge de manœuvre: c'est la politique dite d'indépendance, qui culminera en 1968 par la condamnation de l'intervention soviétique à Prague, ainsi après la crise des missiles de Cuba de 1962, elle informa secrètement les États-Unis qu'elle comptait rester neutre en cas de conflit nucléaire. Dès 1958, Gheorghiu-Dej obtient le départ de Roumanie des dernières troupes d'occupation soviétiques. La politique de Gheorghiu-Dej tend dès lors à formuler un « socialisme national ». Le 21 mars 1961, Gheorghiu-Dej devient chef de l'État, avec le titre nouvellement créé de Président du Conseil d'État.
Lors des crises au sein du bloc communiste, avec la rupture sino-soviétique et la crise des missiles de Cuba, le gouvernement roumain se positionne en médiateur et devient un intermédiaire entre le bloc communiste prosoviétique et des partenaires infréquentables pour Moscou, tels la Yougoslavie titiste, la Chine maoïste, l'Albanie, mais aussi Israël, l'Afrique du Sud, l'Iran. La Roumanie est alors le seul pays au monde qui reconnaît officiellement à la fois l'OLP et Israël. Ce rééquilibrage de ses relations internationales a parfois été interprété, en Occident, comme un détachement de l'influence soviétique, mais il suffit de rappeler que dans l'affaire Ariane par exemple, les renseignements collectés par les Roumains ont été aussitôt transmis aux Soviétiques pour réaliser que ce « détachement » était surtout diplomatique : en 1963, à une réunion du Comecon, la Roumanie refuse de modifier sa politique industrielle comme préconisé par l'organisation, et en avril 1964, la session plénière du Parti communiste roumain affirme ouvertement l'autonomie de la Roumanie au sein du bloc de l'Est par la Déclaration d'avril (du 22 avril 1964).
La Déclaration d'avril inaugure aussi une période de détente intérieure du régime sur les plans économique (la pénurie alimentaire cesse, après vingt ans de cartes de rationnement), scientifique (les chercheurs sont autorisés à correspondre avec leurs collègues du « camp impérialiste »), culturel (créateurs et intellectuels voient s'élargir leur marge de manœuvre, au point que des humoristes comme Toma Caragiu sont autorisés à brocarder certains aspects de la société) et même politique (de nombreux prisonniers politiques sont amnistiés : il est vrai que le système des camps et carcéral était surpeuplé).

## Bilan et mémoire du régime

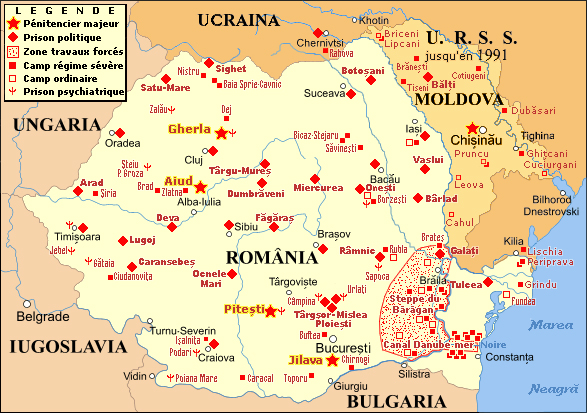
Réseau de prisons et de camps en Roumanie et RSS moldave (1945-1989).

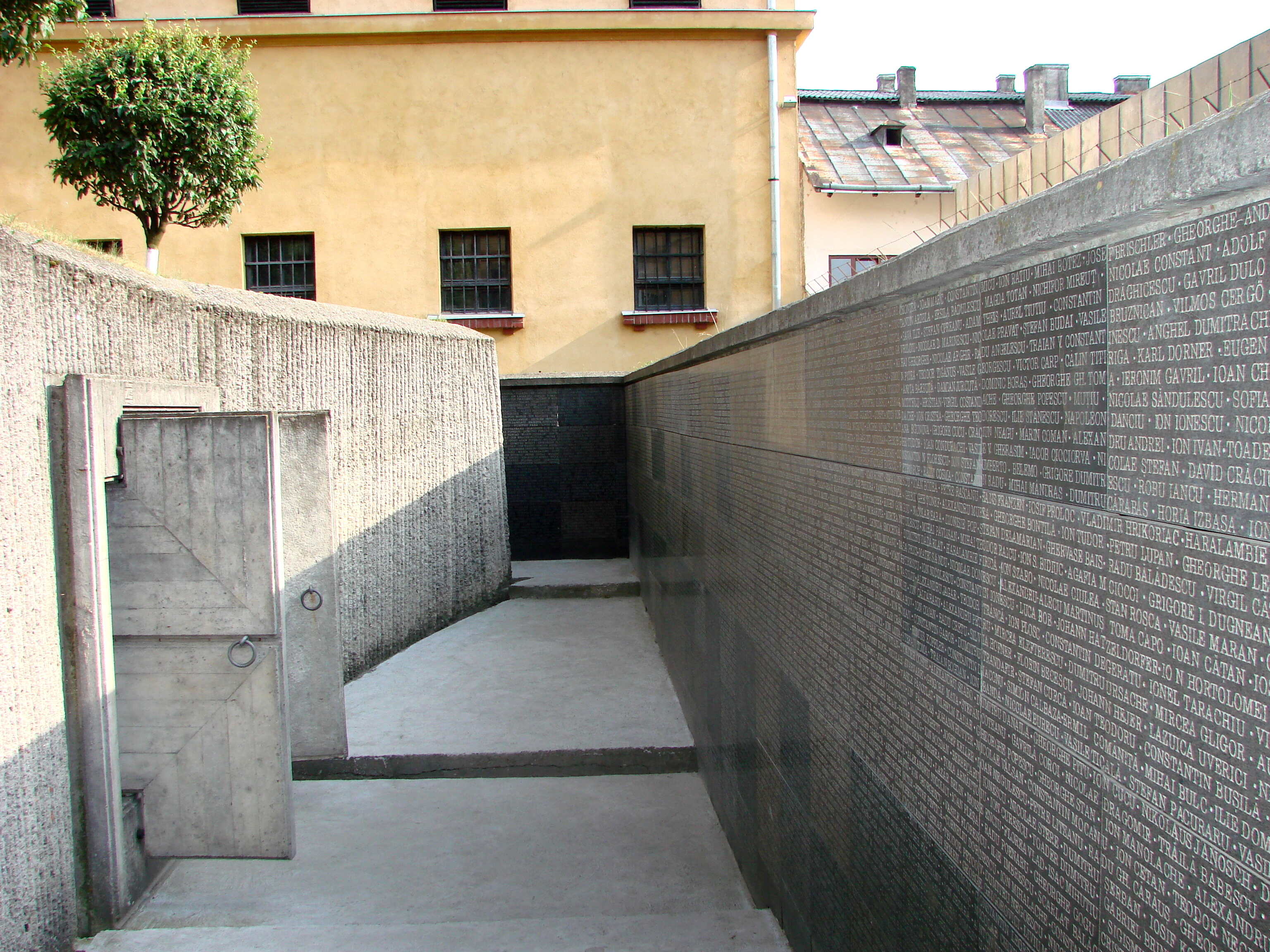
Le « mur des 975000 victimes arrêtées » du régime communiste en Roumanie, dans le Mémorial de Sighet.

Depuis la chute de la dictature communiste en 1989, un grand nombre d’ouvrages historiques est paru, dévoilant au grand jour les crimes de ce régime depuis 1945, mais sans susciter ni indignation générale (dans le pays ou à l'étranger), ni procès ou « lustration ». Un « Mémorial de la Résistance et des victimes du communisme » a été fondé en 1993 par d’anciens dissidents à Sighet. Un Institut national de recherche historique sur les crimes du régime communiste, où a travaillé la « Commission historique d'investigation et d'analyse des crimes du régime communiste » coordonnée par Vladimir Tismăneanu (en) a été créé par la loi no 1.724 du 21 décembre 2005. Leurs travaux, dont les conclusions ont été rendues en 2007, imputent au régime communiste 2.215.000 victimes en 45 ans, environ 11 % de la population du pays, soit une moyenne de 122 victimes politiques par jour (mais en fait, bien plus dans les années 1945-1955 et 1979-1989, et bien moins dans les années 1965-1975).
Ces chiffres décomptent non seulement les 975 000 décès directement dus à la répression (exécutions, morts en détention pour motifs politiques) mais aussi de ceux dus à la pénurie institutionnalisée, aux disettes provoquées par les réquisitions, au manque d'énergie et donc de chauffage, au manque de sécurité dans le travail, à l'emploi massif des prisonniers pour les travaux dangereux et de grande envergure, et au manque de soins aux plus faibles dû à l'indigence des fournitures médicales et pharmaceutiques,, ce qui a été critiqué par les exégètes qui mettent en doute le nombre des victimes et/ou l'intentionnalité des crimes, et qui tentent de les expliquer par la conjoncture économique et politique.